# بالس غواين (أنغلزي)
بالس غواين (بالإنجليزية: Plas Gwyn)‏ هي منطقة سكنية تقع في ويلز في أنغلزي.